# Gino Pancino
Gino Pancino (San Giorgio della Richinvelda, Pordenone, 11 d'abril de 1943) va ser un ciclista italià especialista en el ciclisme en pista. Va destacar en la persecució per equips on va guanyar dues medalles als Campionats del món, una d'elles d'or; i una medalla de bronze als Jocs Olímpics de Ciutat de Mèxic, encara que només va participar en les curses classificatòries.

## Palmarès en pista
- 1966
  -  Campionat del món de persecució per equips amateur, amb Antonio Castello, Cipriano Chemello i Luigi Roncaglia
- 1968
  -  Medalla de bronze als Jocs Olímpics de Ciutat de Mèxic en persecució per equips, amb Lorenzo Bosisio, Giorgio Morbiato, Cipriano Chemello i Luigi Roncaglia

## Palmarès en ruta
- 1969
  - 1a a la Vicenza-Bionde